# 34.ª Cumbre del G8

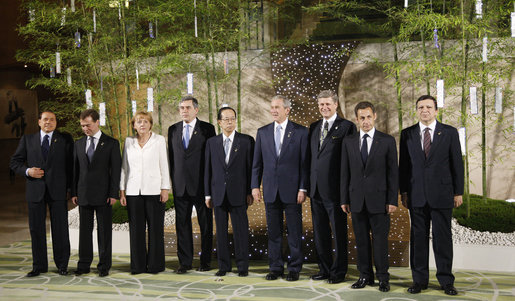
Fotografía de los asistentes a la cumbre del G8 en Hokkaidō. De izquierda a derecha: Silvio Berlusconi, Dmitri Medvédev, Angela Merkel, Gordon Brown, Yasuo Fukuda, George W. Bush, Stephen Harper, Nicolas Sarkozy y José Manuel Barroso.

La trigésimo cuarta cumbre del G8 tuvo lugar en Tōyako (洞爺湖 Tōya-ko?, Lago Toya) en Hokkaidō, Japón, del 7 al 9 de julio de 2008. Anteriores cumbres también se realizaron en este país: en Tokio (1979, 1986, 1993) y en Okinawa (2000).
El G8 es un foro no oficial que reúne a los dirigentes de los países industrializados más ricos: Francia, Alemania, Italia, Japón, Reino Unido, Estados Unidos, Canadá (desde 1976), Rusia (desde 1998) y el Presidente de la Comisión Europea (desde 1981).
Las cumbres del G8 celebradas en el siglo XXI han ocurrido en medio de debates y protestas de ciudadanos en todo el mundo. Este año, entre las razones dadas por los manifestantes destaca que "la cumbre del G8 no es más que 'una reunión arbitraria' de los gobiernos responsables de acelerar la desigualdad y la pobreza, de la reducción de la seguridad social, de la exclusión de los individuos socialmente relegados y de la violación a los derechos humanos".
La cumbre del G8 es un evento internacional observado y reportado por casi todos los medios. Más de un analista sugiere que una cumbre no es el lugar idóneo para exponer los detalles de cualquier conflicto o política controvertida en el contexto de una reunión de tres días. Por otro lado, la reunión ofrece la oportunidad de tratar temas complicados y muchas veces interrelacionados. La cumbre del G8 reúne a los líderes que "aunque no puedan encontrar soluciones rápidas, pueden dialogar y pensar en ellas juntos".

## Asistentes a la cumbre
Días antes de la cumbre, el presidente francés Nicolas Sarkozy declaró en la capital de su país: "Pienso que no es razonable seguir reuniéndonos ocho para resolver las grandes interrogantes del mundo olvidando a China — mil trescientos millones de personas — y no invitando a India — mil millones de personas —." Japón y Estados Unidos anunciaron su oposición a la sugerencia implícita de Sarkozy.

### Miembros permanentes
La 34.ª cumbre fue la primera para el primer ministro británico Gordon Brown, para el primer ministro japonés, Yasuo Fukuda y para el presidente ruso, Dmitri Medvédev. También fue la última para el presidente estadounidense, George W. Bush, quien ya no tiene posibilidades de asumir la presidencia y con ello, asistir más a estas asambleas.
- Alemania Angela Merkel, Canciller.[13]
- Canadá Stephen Harper, primer ministro.[14]
- Estados Unidos George W. Bush, Presidente.[15]
- Francia Nicolas Sarkozy, Presidente.[16]
- Italia Silvio Berlusconi, primer ministro.[17]
- Japón Yasuo Fukuda, primer ministro.[18]
- Reino Unido Gordon Brown, primer ministro.
- Rusia Dmitri Medvédev, Presidente.[19]

### Invitados (participación parcial)

#### G8+5
El G8 agregó las cinco mayores economías emergentes, a lo cual se le ha denominado G8+5.
- Brasil Luiz Inácio Lula da Silva, Presidente.[20]
- China Hu Jintao, Presidente.[21]
- India Manmohan Singh, primer ministro.[22]
- México Felipe Calderón, Presidente.[23]
- Sudáfrica Thabo Mbeki, Presidente.[24]

#### Otros líderes
- Argelia Abdelaziz Bouteflika, Presidente.[25]
- Australia Kevin Rudd, primer ministro.[26]
- Etiopía Meles Zenawi, primer ministro.[27]
- Ghana John Agyekum Kufuor, Presidente.[28]
- Indonesia Susilo Bambang Yudhoyono, Presidente.[29]
- Nigeria Umaru Yar'Adua, Presidente.[30]
- Senegal Abdoulaye Wade, Presidente.[31]
- Corea del Sur Lee Myung-bak, Presidente.[32]
- Tanzania Jakaya Mrisho Kikwete, Presidente.[33]

#### Organizaciones internacionales
Dirigentes de organizaciones internacionales relevantes, como la Organización de las Naciones Unidas, la Organización Mundial del Comercio, la Organización para la Cooperación y el Desarrollo Económico (OCDE), el Banco Mundial, la Unión Africana y la Agencia Internacional de la Energía, fueron invitados a participar en las sesiones del G8.
- Unión Africana Jean Ping, Presidente[34] Jakaya Kikwete, Presidente.[35]
- Comunidad de Estados Independientes Serguéi Lébedev, secretario ejecutivo.
- Unión Europea José Manuel Barroso, Presidente de la Comisión Europea;[36] Nicolas Sarkozy, Consejo Europeo.
- Organismo Internacional de Energía Atómica Mohamed ElBaradei, director general
- Agencia Internacional de la Energía Nobuo Tanaka, Director Ejecutivo.
- Organización de las Naciones Unidas Ban Ki-moon, Secretario General.[37]
- Unesco Koichirō Matsuura, director general
- Banco Mundial Robert Zoellick, Presidente.[38]
- Organización Mundial de la Salud Margaret Chan, directora general
- Organización Mundial del Comercio Pascal Lamy, director general.

## Prioridades
Tradicionalmente, el país anfitrión de la cumbre del G8 deja libre la agenda a negociaciones; esta se lleva a cabo entre funcionarios multinacionales en las semanas anteriores a la cumbre, periodo al que sigue una declaración conjunta en que todos los países acuerdan firmar. En 2008, los gobernantes del G8 prometieron buscar afinidades en el cambio climático y la economía mundial.

### África
Los líderes del G8 mostraron su disponibilidad a discutir "todos los temas relacionados con el desarrollo de África". La necesidad de establecer planes a largo plazo para el crecimiento y desarrollo económico de África ha imperado en la agenda del G8 por espacio de varios años. En 2008, Japón fue el anfitrión tanto de la cumbre del G8 como de la Conferencia Internacional del Desarrollo de África en Tokio (Tokyo International Conference on African Development, TICAD IV), una convención realizada cada cinco años a la que asisten dirigentes africanos. Esto representó que Japón estuvo en posición de auxiliar a África apoyándose en los reflectores internacionales y en la atención vertida hacia la cumbre. El continente africano, el cual ha estado entre los temas de debate del G8 desde el 2000, sigue retrasándose en alcanzar los Objetivos de Desarrollo del Milenio, a diferencia de Asia, continente que ha avanzado mucho en el mismo lapso.
Tras varias discusiones, los líderes del G8 anunciaron la toma de nuevas medidas en pro de la salud, la educación, el agua y el saneamiento; una medida adoptada será aumentando la cantidad de médicos y enfermeras en África. Existen reportes de que Fukuda y Brown hicieron presión para el cumplimiento de las promesas hechas en la cumbre de Gleneagles de 2005, pero Sarkozy y Berlusconi se excusaron de esos compromisos.
Los líderes del G8 establecieron un límite de cinco años para recaudar 60 mil millones de dólares y destinarlos a la lucha contra las enfermedades en el continente, además de reunir 100 millones de redes para mosquitos en 2010, lo cual prevendría miles de muertes por malaria. También renovaron el compromiso de hace tres años de duplicar la suma de ayuda a 25 mil millones para el 2010 y abrieron la posibilidad de solicitar auxilio pasado ese tiempo.

### Cambio climático
Los asistentes a la cumbre declararon que tratarían "todos los temas relacionados con el clima".
Se armó un paquete de propuestas para su posterior discusión y en él "una que asegure la participación de Estados Unidos y China, los mayores emisores de dióxido de carbono". La conferencia del G8 es llamada por sus organizadores "una importante plataforma para reafirmar compromisos hechos".
Críticos del G8, entre los que están cerca de 100 ONG, sostienen que los mismos Estados miembros son los responsables del deterioro ambiental. Estos hacen una invitación a estos gobiernos a "detener el financiamiento de proyectos y políticas que contribuyan al cambio climático".
Los líderes del G8 reconocieron la necesidad mundial de reducir las emisiones de carbón, causantes del calentamiento global en un 50% para el 2050, y que cada nación debe establecerse metas para conseguir nuevos logros. El comunicado representa un pequeño paso al llamado del año pasado a "considerar seriamente" estos temas; empero, numerosos activistas ambientales se han visto decepcionados, describiendo el comunicado como una falsedad.
El impacto del cambio climático en las pequeñas naciones del Pacífico serán también un tema no oficial en las futuras cumbres, según lo anunció TV Asahi. Japón sacó a la luz un plan llamado "Cool Earth 50" en junio de 2008 para auxiliar países pequeños del Pacífico y otras naciones en vías de desarrollo en los retos del cambio climático. Un oficial del Ministerio del Medio Ambiente de Japón declaró que esta dependencia deseaba develar el nuevo paquete de ayuda antes de la cumbre con el fin de un posterior diálogo. En su gira por Japón, Tavau Teii, el primer ministro suplente de Tuvalu (uno de los países contemplados por el plan de ayuda japonés en contra del aumento del nivel marítimo) convocó a los asistentes a la cumbre a aumentar las precauciones sobre el cambio climático en su pequeño país.

### Controversia sobre los derechos de propiedad intelectual[48]
convencer a las naciones en vías de desarrollo a aceptar el régimen.

### Cuestiones políticas
Entre los principales asuntos tratados en la cumbre se encontraron el terrorismo y el alto al armamento nuclear.
- Zimbabue: El comunicado del G8 expresaba la "gran inquietud" del grupo por la elección con tintes violentos en las que el triunfo fue otorgado una vez más a Robert Mugabe. Los dirigentes advirtieron acciones futuras, entre ellas sanciones para aquellos trabajadores del gobierno de Mugabe que estuviesen comprobadamente detrás de los actos violentos. Además, exhortaron a Naciones Unidas a hacer un seguimiento del caso.[18] George Bush describió las elecciones presidenciales de Zimbabue como una "farsa" y Gordon Brown hizo presión para declarar a Mugabe como presidente ilegítimo; sin embargo, no existió unanimidad entre los asistentes al respecto: Medvédev se opuso a sancionar el régimen de Mugabe por estos motivos.[50]
- Irán: El comunicado del G8 instó al gobierno iraní a detener su enriquecimiento de uranio apegándose a la resolución del Consejo de Seguridad de Naciones Unidas y a responder positivamente a la mediación internacional.[18]
- Corea del Norte: El comunicado del G8 suplicó a Corea del Norte que abandonase las armas nucleares y que cooperara con la verificación de sus planes nucleares.[35]

### Crisis alimenticia
Considerando la crisis alimenticia de 2007 - 2008, más de 100 organizaciones no gubernamentales crearon un "reto a los gobiernos del G8" en el que llamaban a estos a "respetar los esfuerzos para revertir las políticas que han llevado al mundo a la crisis alimenticia" y al G8 mismo a "detener la especulación en los precios de los alimentos".
Los líderes del G8 hicieron, por su parte, una invitación a aquellos países con reservas de alimentos a que abran sus almacenes con el fin de ayudar a otros ante los precios que siguen elevándose; en el mismo comunicado, el G8 expresó de manera escueta que era "imperativo" eliminar las restricciones en las importaciones.

## Calendario
Una agenda ya se había arreglado por adelantado; las contingencias que afectaran a los eventos ya habían sido anticipadas por los organizadores de la cumbre.
Todos los eventos citados a continuación están en Tiempo Universal Coordinado.

### 5 de julio
- Marcha pacífica por activistas, incluyendo protestantes anti-G8 en Saporo, Hokkaidō.[52]

### 6 de julio
- Organizaciones no gubernamentales son patrocinadoras de la "Cumbre de la Gente" en Sapporo, Hokkaidō (hasta el 8 de julio).[53]
- Reunión bilateral Bush - Fukuda,[54] cumbre Estados Unidos - Japón.[55]
- Reunión bilateral Harper - Fukuda,[56] cumbre Canadá - Japón.[57]
- Cena de gobernantes Estados Unidos - Japón.[18]

### 7 de julio
El primer día oficial de reuniones en Tōyako, enfocadas en el desarrollo de África. El intercambio de ideas ocurrió en todas las reuniones bilaterales y en sesiones vespertinas en las que se reunieron los miembros del G8 con los jefes de Estado de siete países africanos — Argelia, Etiopía, Ghana, Nigeria, Senegal, Sudáfrica y Tanzania — además del presidente de la Unión Africana. La agenda del lunes incluyó lo siguiente:
- Reunión bilateral Merkel - Fukuda.[58]
- Reunión bilateral Medvedev - Brown.[59]
- Reunión bilateral Medvedev - Merkel.[18]
- Reunión bilateral Medvedev - Sarkozy.[18]
- Reunión bilateral Medvedev - Bush.[60]
- Almuerzo sobre el alcance de la cumbre: Líderes del G8 junto con 8 líderes africanos.[61]
- Sesión sobre el alcance de la cumbre: Líderes del G8 junto con 8 líderes africanos.[18]
- Reunión bilateral Mbeki - Bush.[62]
- Reunión bilateral Mbeki - Fukuda,[18] Cumbre Sudáfrica - Japón.[63]
- Reunión bilateral Bouteflika - Sarkozy.[64]
- Reunión bilateral Bouteflika - Fukuda.[65]
- Reunión bilateral Yar'Adua - Fukuda,[18] Cumbre Nigeria - Japón.[66]
- Reunión bilateral Brown - Fukuda.[67]
- Evento Social del G8 (evento relacionado con el Tanabata)[18]
- Cena del G8.[68]

### 8 de julio
El segundo día de reuniones en Tōyako, enfocadas en la crisis alimenticia, los precios del petróleo y el cambio climático. En el programa del martes se tuvo lo siguiente:
- Reunión bilateral Merkel - Bush.[69]
- Sesión matutina del G8.[18]
- Almuerzo del G8.[18]
- Sesión vespertina.[18]
- Reunión con las cinco economías emergentes en Sapporo previa a la sesión matutina del miércoles (Brasil, China, India, México y Sudáfrica).
- Reunión bilateral Medvedev-Fukuda.[70]
- Reunión bilateral Berlusconi - Fukuda.[71]
- Cena del G8.[18]

### 9 de julio
El tercer día de la cumbre fue dedicado a establecer las conclusiones a las que los líderes llegaron en los días anteriores. El calendario del miércoles incluye dos sesiones matutinas. Una reunión se planeó a primera hora de la mañana — a la cual asistieron las economías en vías de desarrollo —, mientras que una más tarde se organizó para los líderes de las "economías más grandes" — Australia, Brasil, China, Corea del Sur, India, Indonesia, México y Sudáfrica. La agenda del miércoles tuvo los siguientes eventos:
- Reunión bilateral Singh - Bush.[72]
- Reunión bilateral Singh - Medvedev.[18]
- Reunión bilateral Singh - Rudd.[18]
- Reunión bilateral Singh - Sarkozy.[18]
- Reunión bilateral Singh - Brown.[18]
- Reunión bilateral Singh - Merkel.[18]
- Sesión de trabajo.[18]
- Reunión de las economías más grandes.[18]
- Almuerzo de la cumbre con participantes de la reunión de las economías más grandes.[18]
- Reunión bilateral Hu - Bush.[73]
- Conferencia de prensa.[74]
- Reunión bilateral Lee - Bush.[75]
- Reunión bilateral Hu - Fukuda.[76]
- Reunión bilateral Singh - Fukuda.[77]
- Reunión bilateral Calderón - Fukuda.[78]
- Reunión bilateral Lula da Silva - Fukuda.[79]
- Reunión bilateral Rudd - Fukuda.[80]
- Reunión bilateral Yudhoyono - Fukuda.[81]

### Protestas

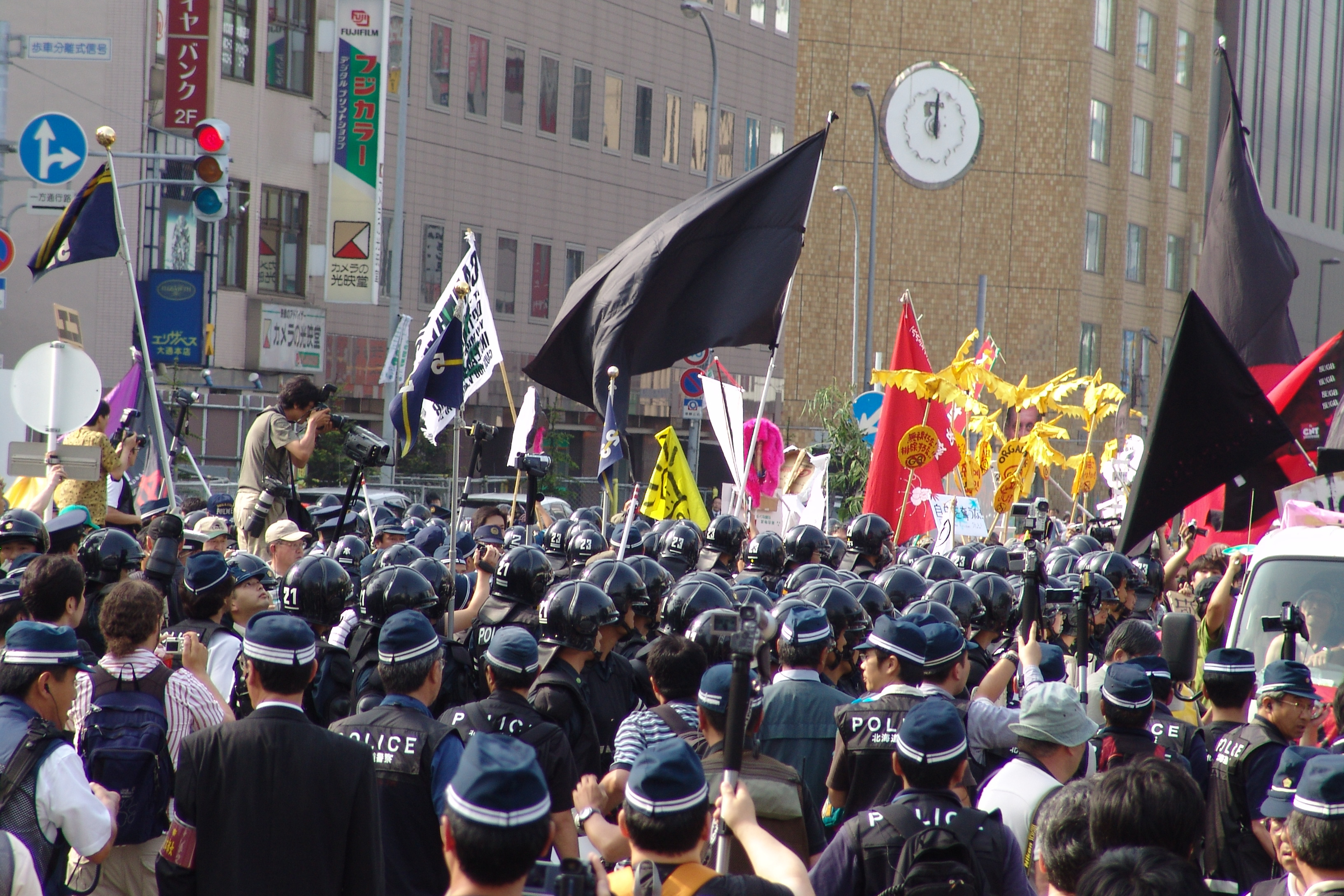
Marcha antiglobalización en la cumbre del G8.